# Cubières-sur-Cinoble
Pour les articles homonymes, voir Cubières.
Cubières-sur-Cinoble , (en occitan Cubièras de Cinòble ), est une commune française, située dans le Sud du département de l'Aude en région Occitanie.
Sur le plan historique et culturel, la commune fait partie du massif des Corbières, un chaos calcaire formant la transition entre le Massif central et les Pyrénées. Exposée à un climat méditerranéen, elle est drainée par l'Agly, le Verdouble et par divers autres petits cours d'eau. La commune possède un patrimoine naturel remarquable : un site Natura 2000 (les « basses Corbières ») et quatre zones naturelles d'intérêt écologique, faunistique et floristique.
Cubières-sur-Cinoble est une commune rurale qui compte 81 habitants en 2022, après avoir connu un pic de population de 327 habitants en 1846. Ses habitants sont appelés les Cubiérols et ses habitantes les Cubiéroles.

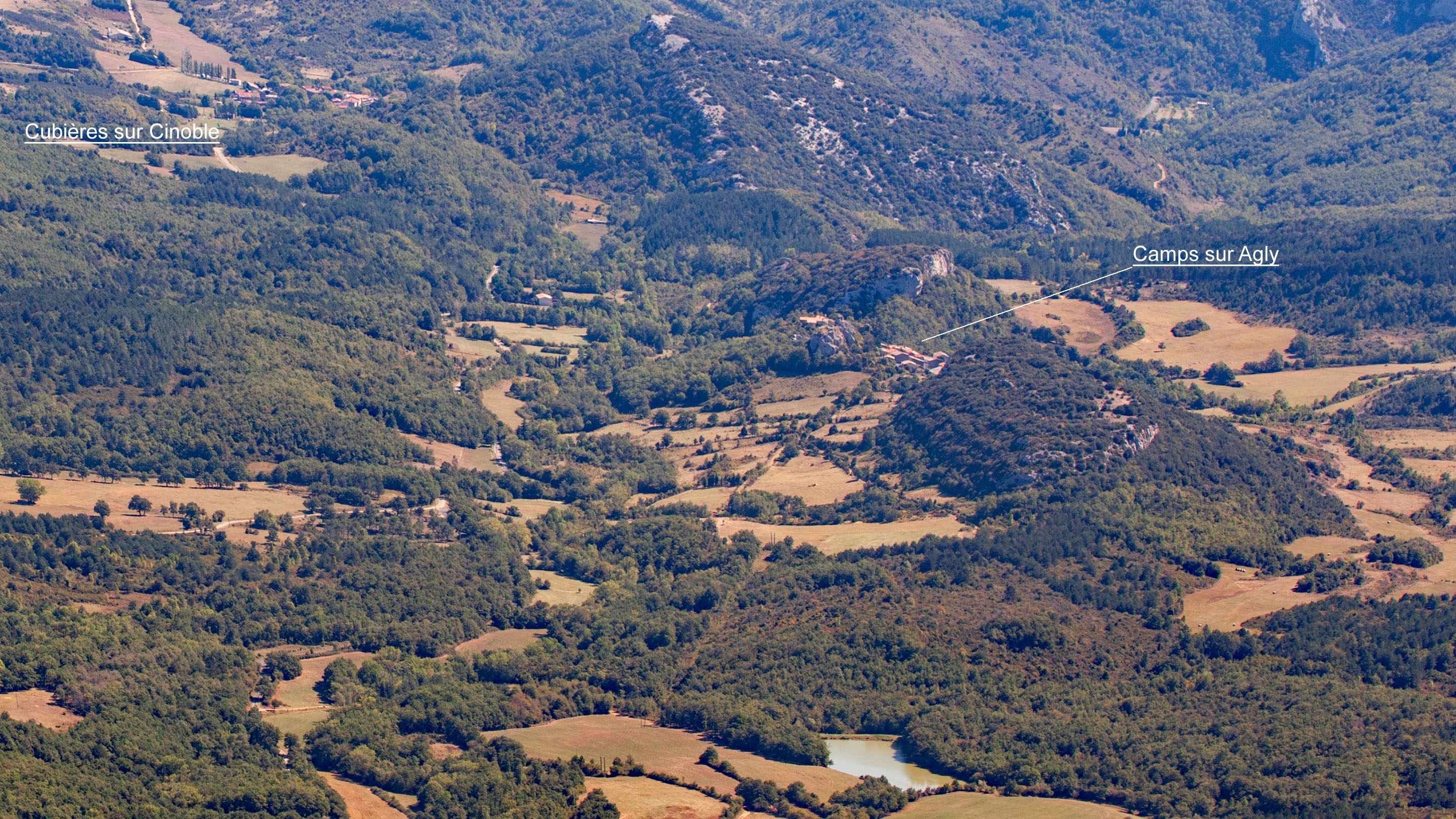
Le village vu depuis le pic de Bugarach.

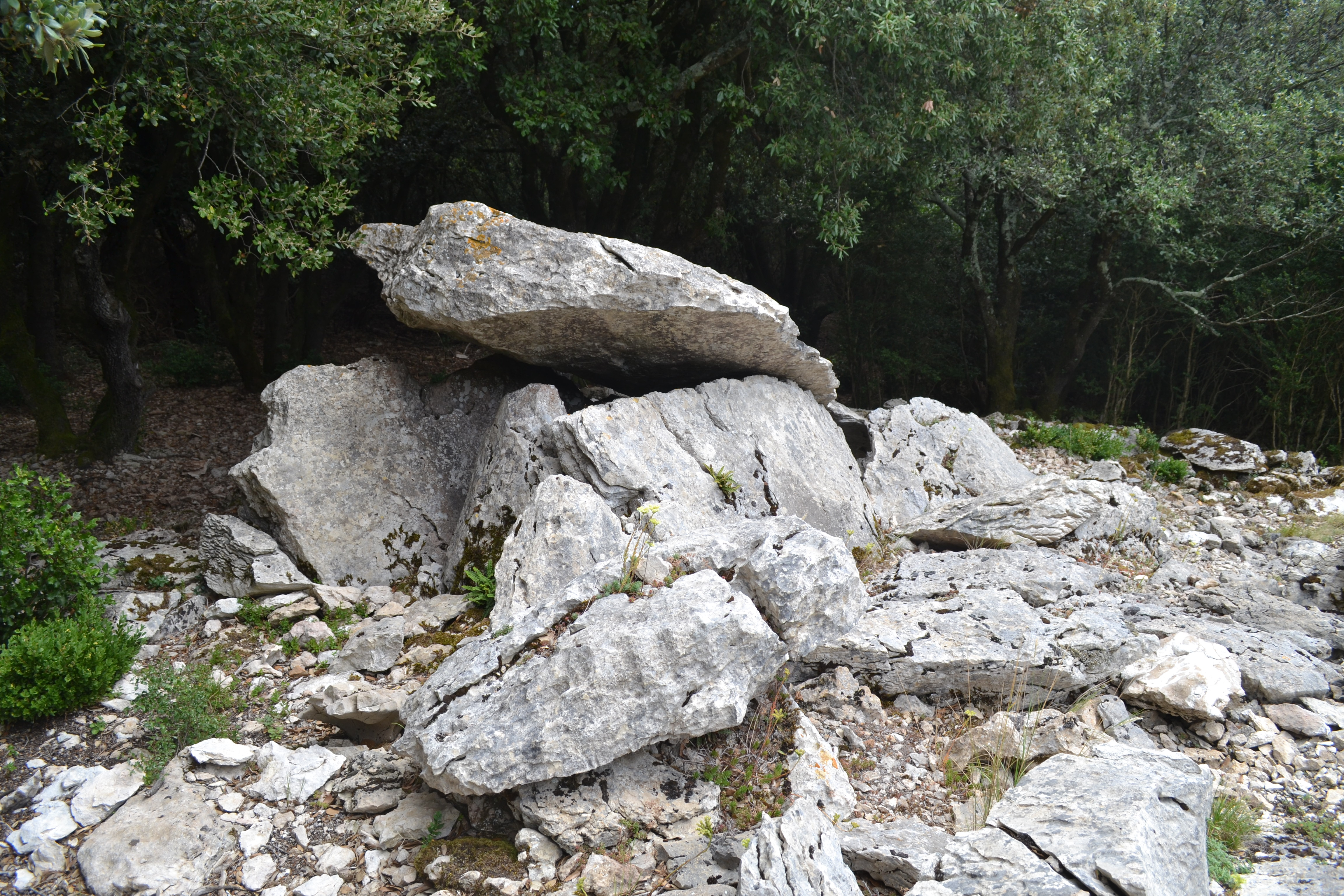
Dolmens de l'Arco del Pech.

## Géographie

### Localisation
Cubières-sur-Cinoble est une commune située dans les Corbières sur des ruisseaux dont le Cinoble, affluents de l'Agly. Elle est limitrophe du département des Pyrénées-Orientales.

### Communes limitrophes
|                                 | Fourtou                                        |          |
| Camps-sur-l'Agly                | Cubières-sur-Cinoble                           | Soulatgé |
| Prugnanes (Pyrénées-Orientales) | Saint-Paul-de-Fenouillet (Pyrénées-Orientales) |          |

### Géologie et relief
Cubières-sur-Cinoble se situe en zone de sismicité 3 (sismicité modérée).

### Hydrographie
La commune est dans la région hydrographique « Côtiers méditerranéens », au sein du bassin hydrographique Rhône-Méditerranée-Corse. Elle est drainée par l'Agly, le Verdouble, Rec de Coumo Daniel, le ruisseau de Cubières, le ruisseau de la Caïrolo, le ruisseau de la Coume de Tiols, le ruisseau de la Gorbelhe, le ruisseau de l'Espinassol, le ruisseau del Saouzé, le ruisseau del Traouquel et le ruisseau d'Emboudiet, qui constituent un réseau hydrographique de 21 km de longueur totale,.
L'Agly, d'une longueur totale de 81,7 km, prend sa source dans la commune de Camps-sur-l'Agly et s'écoule d'ouest en est. Il traverse la commune et se jette dans le golfe du Lion à Saint-Laurent-de-la-Salanque, après avoir traversé 22 communes.
Le Verdouble, d'une longueur totale de 46,7 km, prend sa source dans la commune de Soulatgé et s'écoule vers l'est puis se réoriente au sud. Il traverse la commune et se jette dans l'Agly à Estagel.

### Climat
Pour des articles plus généraux, voir Climat de l'Occitanie et Climat de l'Aude.
En 2010, le climat de la commune est de type climat méditerranéen altéré, selon une étude s'appuyant sur une série de données couvrant la période 1971-2000. En 2020, Météo-France publie une typologie des climats de la France métropolitaine dans laquelle la commune est exposée à un climat de montagne ou de marges de montagne et est dans la région climatique Pyrénées orientales, caractérisée par une faible pluviométrie, un très bon ensoleillement (2 600 h/an), un air sec, particulièrement en hiver et peu de brouillards.
Pour la période 1971-2000, la température annuelle moyenne est de 12,6 °C, avec  une amplitude thermique annuelle de 15,2 °C. Le cumul annuel moyen de précipitations est de 802 mm, avec 8,7 jours de précipitations en janvier et 4,6 jours en juillet. Pour la période 1991-2020 la température moyenne annuelle observée sur la station météorologique la plus proche, située sur la commune de Mouthoumet à 12 km à vol d'oiseau, est de 12,5 °C et le cumul annuel moyen de précipitations est de 837,6 mm,. Pour l'avenir, les paramètres climatiques de la commune estimés pour 2050 selon différents scénarios d’émission de gaz à effet de serre sont consultables sur un site dédié publié par Météo-France en novembre 2022.

### Milieux naturels et biodiversité

#### Réseau Natura 2000

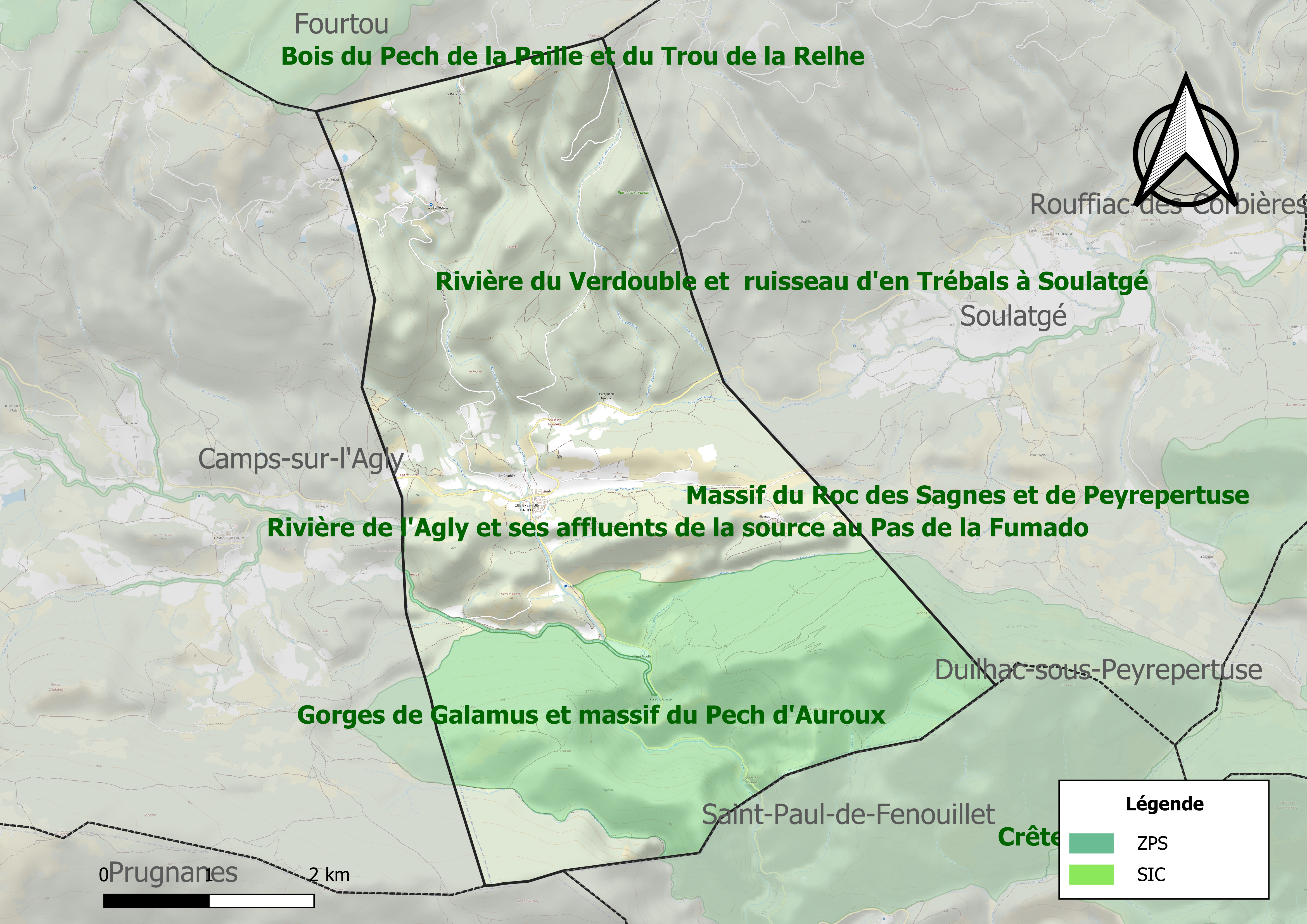
Sites Natura 2000 sur le territoire communal.

Le réseau Natura 2000 est un réseau écologique européen de sites naturels d'intérêt écologique élaboré à partir des directives habitats et oiseaux, constitué de zones spéciales de conservation (ZSC) et de zones de protection spéciale (ZPS). Un site Natura 2000 a été défini sur la commune au titre  de la directive oiseaux : les « basses Corbières », d'une superficie de 29 495 ha, un site important pour la conservation des rapaces : l'Aigle de Bonelli, l'Aigle royal, le Grand-duc d’Europe, le Circaète Jean-le-Blanc, le Faucon pèlerin, le Busard cendré, l'Aigle botté.

#### Zones naturelles d'intérêt écologique, faunistique et floristique
L’inventaire des zones naturelles d'intérêt écologique, faunistique et floristique (ZNIEFF) a pour objectif de réaliser une couverture des zones les plus intéressantes sur le plan écologique, essentiellement dans la perspective d’améliorer la connaissance du patrimoine naturel national et de fournir aux différents décideurs un outil d’aide à la prise en compte de l’environnement dans l’aménagement du territoire. Deux ZNIEFF de type 1 sont recensées sur la commune : les « gorges de Galamus et massif du pech d'Auroux » (1 008 ha), couvrant 4 communes dont 3 dans l'Aude et 1 dans les Pyrénées-Orientales, et 
la « rivière de l'Agly et ses affluents de la source au Pas de la Fumado » (21 ha), couvrant 2 communes du département et deux ZNIEFF de type 2, : 
- les « Corbières occidentales » (59 005 ha), couvrant 66 communes du département[20] ;
- le « massif du Fenouillèdes septentrional » (14 046 ha), couvrant 14 communes dont 9 dans l'Aude et 5 dans les Pyrénées-Orientales[21].

Carte des ZNIEFF de type 1 et 2 à Cubières-sur-Cinoble.
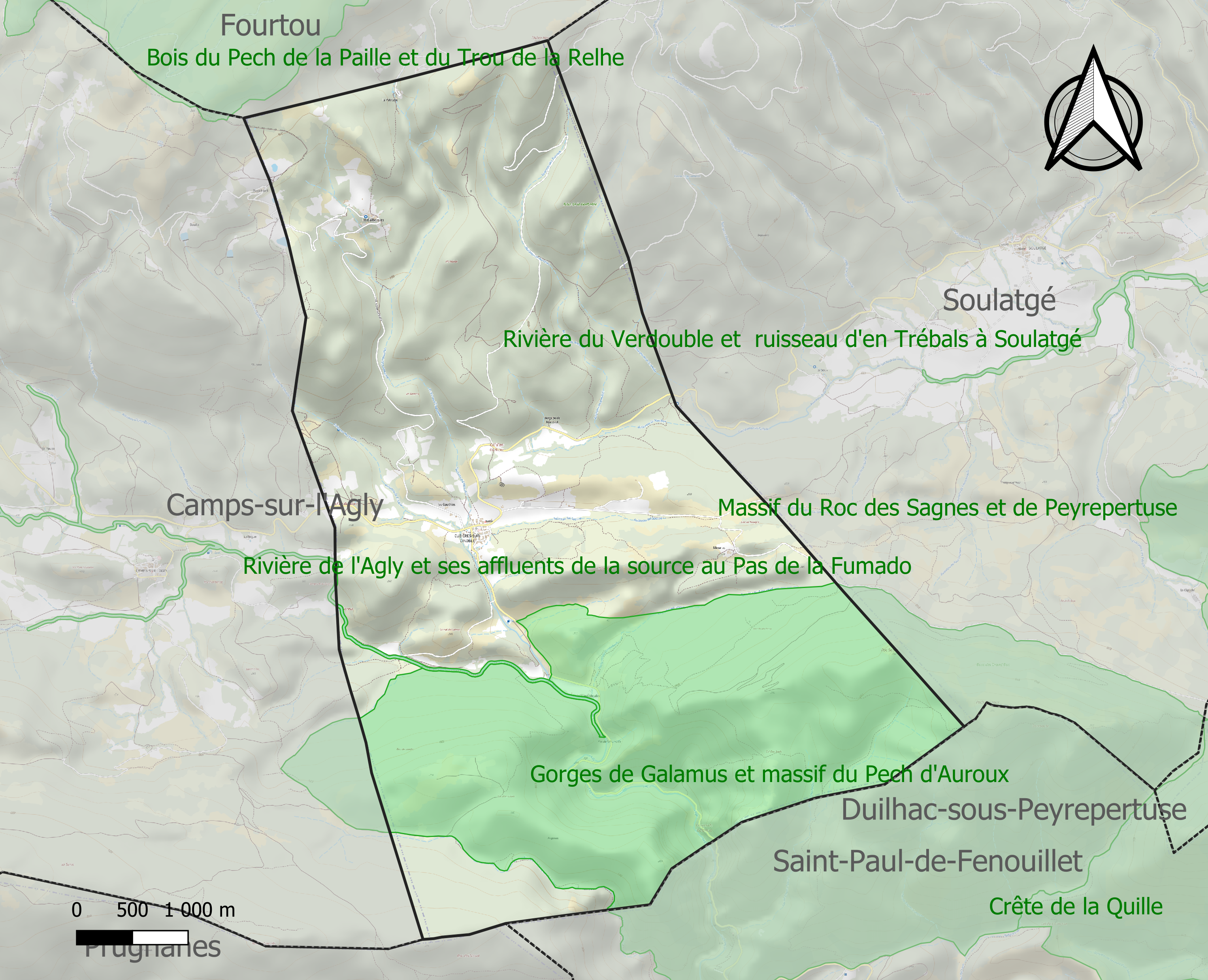
Carte des ZNIEFF de type 1 sur la commune.
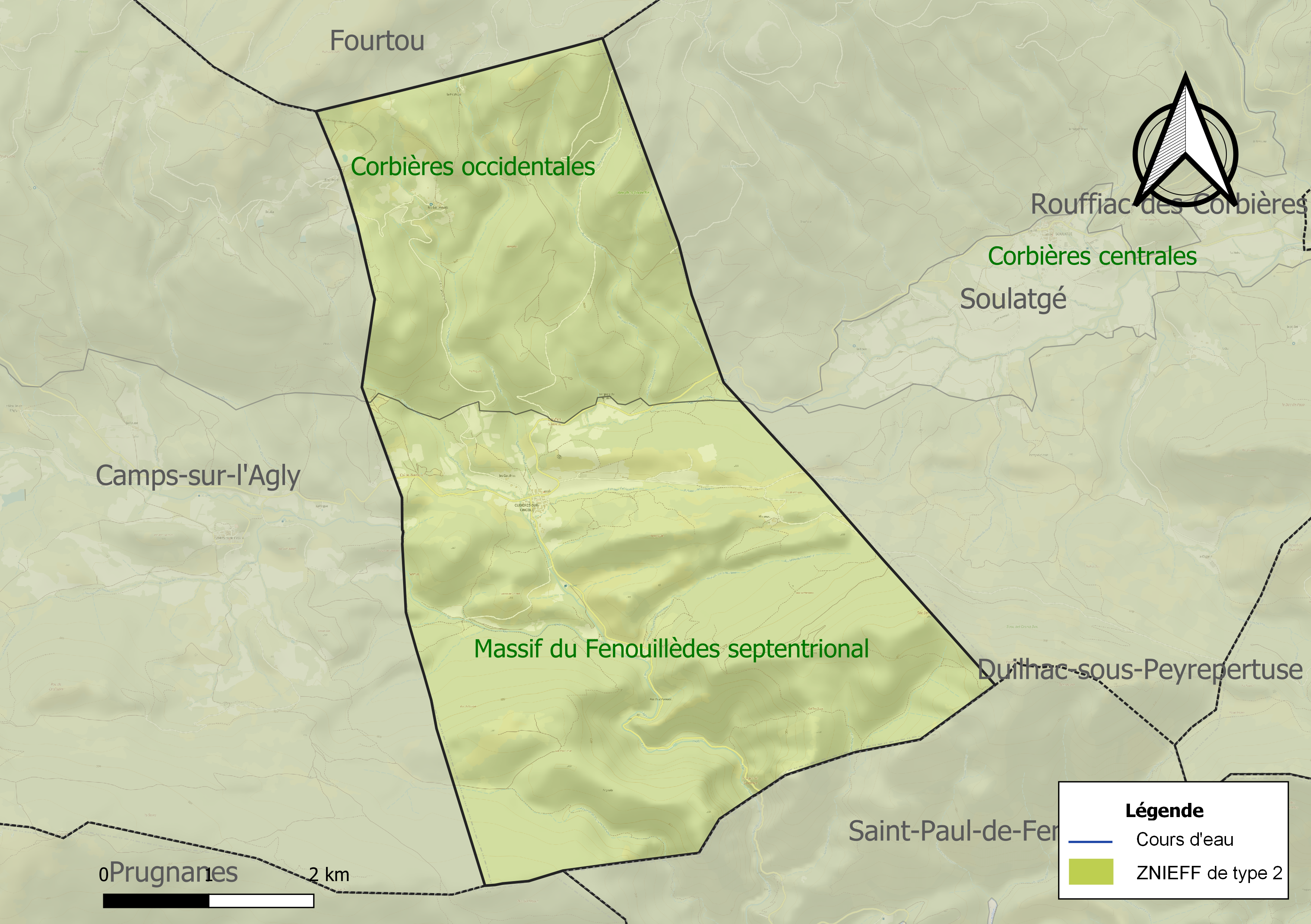
Carte des ZNIEFF de type 2 sur la commune.

## Urbanisme

### Typologie
Au 1er janvier 2024, Cubières-sur-Cinoble est catégorisée commune rurale à habitat dispersé, selon la nouvelle grille communale de densité à 7 niveaux définie par l'Insee en 2022.
Elle est située hors unité urbaine et hors attraction des villes,.

### Occupation des sols
L'occupation des sols de la commune, telle qu'elle ressort de la base de données européenne d’occupation biophysique des sols Corine Land Cover (CLC), est marquée par l'importance des forêts et milieux semi-naturels (85,8 % en 2018), en augmentation par rapport à 1990 (81,1 %). La répartition détaillée en 2018 est la suivante : forêts (71,4 %), milieux à végétation arbustive et/ou herbacée (13,8 %), zones agricoles hétérogènes (9 %), prairies (5,2 %), espaces ouverts, sans ou avec peu de végétation (0,6 %). L'évolution de l’occupation des sols de la commune et de ses infrastructures peut être observée sur les différentes représentations cartographiques du territoire : la carte de Cassini (XVIIIe siècle), la carte d'état-major (1820-1866) et les cartes ou photos aériennes de l'IGN pour la période actuelle (1950 à aujourd'hui).

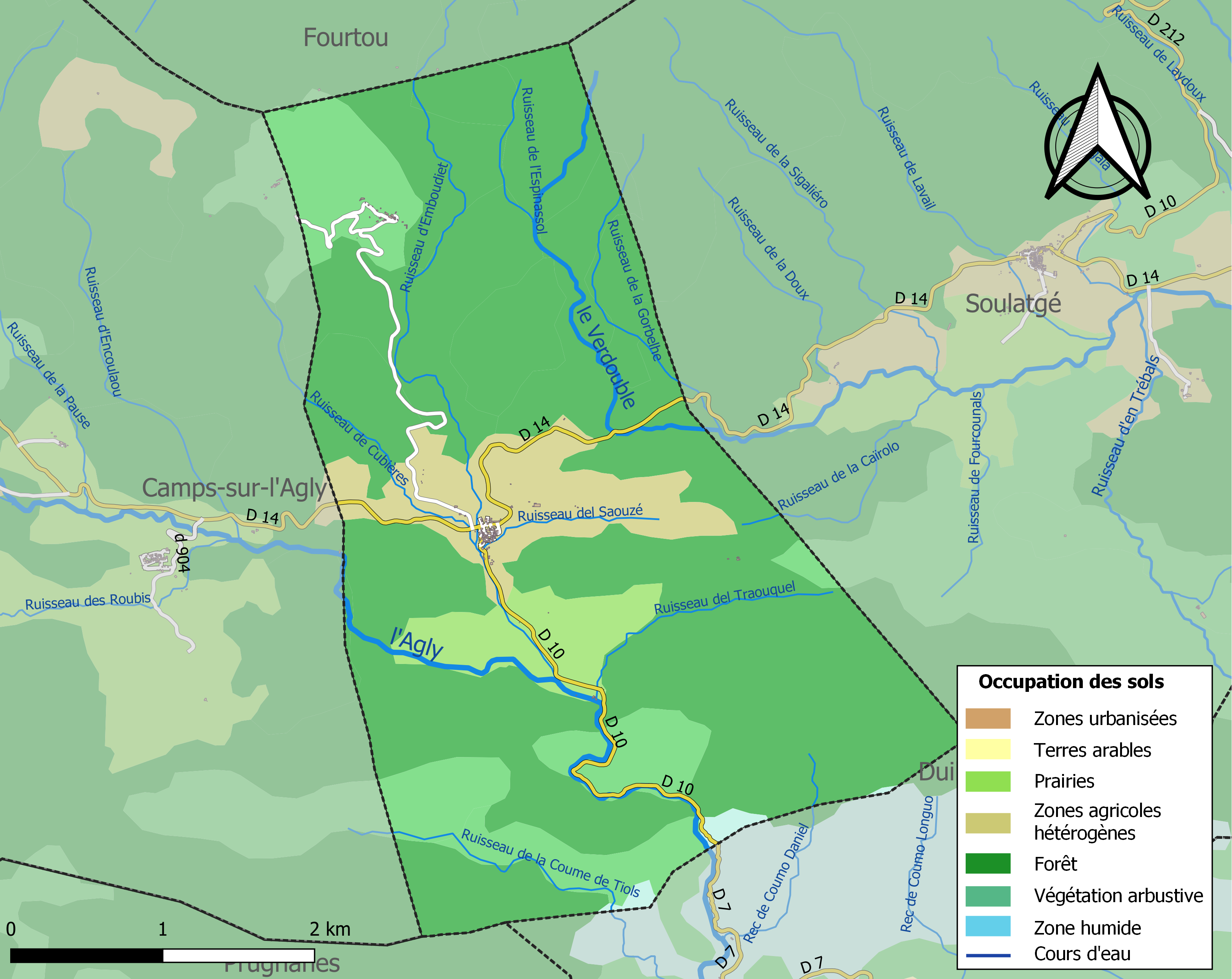
Carte des infrastructures et de l'occupation des sols de la commune en 2018 (CLC).

### Risques majeurs
Le territoire de la commune de Cubières-sur-Cinoble est vulnérable à différents aléas naturels : météorologiques (tempête, orage, neige, grand froid, canicule ou sécheresse), feux de forêts et séisme (sismicité modérée). Un site publié par le BRGM permet d'évaluer simplement et rapidement les risques d'un bien localisé soit par son adresse soit par le numéro de sa parcelle.

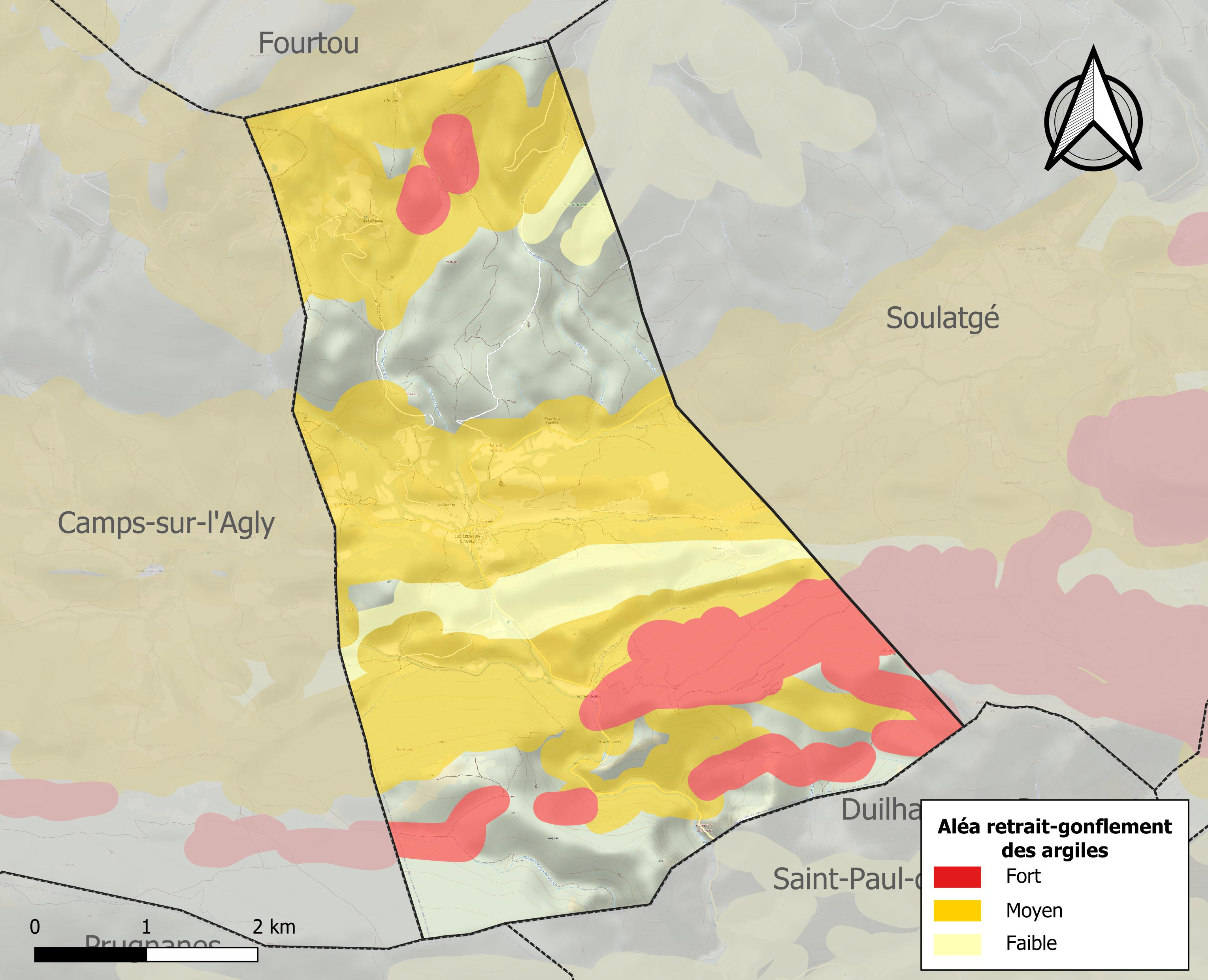
Carte des zones d'aléa retrait-gonflement des sols argileux de Cubières-sur-Cinoble.

Le retrait-gonflement des sols argileux est susceptible d'engendrer des dommages importants aux bâtiments en cas d’alternance de périodes de sécheresse et de pluie. 65,3 % de la superficie communale est en aléa moyen ou fort (75,2 % au niveau départemental et 48,5 % au niveau national). Sur les 77 bâtiments dénombrés sur la commune en 2019, 76 sont en aléa moyen ou fort, soit 99 %, à comparer aux 94 % au niveau départemental et 54 % au niveau national. Une cartographie de l'exposition du territoire national au retrait gonflement des sols argileux est disponible sur le site du BRGM,.

## Histoire
L'abbaye de Notre-Dame de Cubières est citée en 817 et plus sûrement en 844 lorsque Charles le Chauve accorde un diplôme d’immunité et de protection à l’abbé Eléazar. Cubières fait alors partie du Peyrepertusès, circonscription du comté de Razès. Le territoire est dominé dès 950 environ par les comtes de Cerdagne puis de Besalú. En 1020, l'abbaye de Cubières bénéficie d'une disposition du testament du comte Bernard Taillefer de Besalú.

## Politique et administration

### Découpage territorial
La commune de Cubières-sur-Cinoble est membre de la communauté de communes du Limouxin, un établissement public de coopération intercommunale (EPCI) à fiscalité propre créé le 2 décembre 2016 dont le siège est à Limoux. Ce dernier est par ailleurs membre d'autres groupements intercommunaux.
Sur le plan administratif, elle est rattachée à l'arrondissement de Limoux, au département de l'Aude, en tant que circonscription administrative de l'État, et à la région Occitanie.
Sur le plan électoral, elle dépend du canton de la Haute-Vallée de l'Aude pour l'élection des conseillers départementaux, depuis le redécoupage cantonal de 2014 entré en vigueur en 2015, et de la troisième circonscription de l'Aude  pour les élections législatives, depuis le redécoupage électoral de 1986.

### Liste des maires
| Période                                  | Période   | Identité         | Étiquette | Qualité |
| ---------------------------------------- | --------- | ---------------- | --------- | ------- |
| mars 2001                                | mars 2008 | Françoise Le Roy |           |         |
| mars 2008                                | mai 2020  | Sylvie Romieu    | DVD       |         |
| mai 2020                                 | En cours  | Maryse Baillat   |           |         |
| Les données manquantes sont à compléter. |           |                  |           |         |

## Démographie
| 1793 | 1800 | 1806 | 1821 | 1831 | 1836 | 1841 | 1846 | 1851 |
| ---- | ---- | ---- | ---- | ---- | ---- | ---- | ---- | ---- |
| 269  | 252  | 301  | 282  | 283  | 295  | 309  | 327  | 291  |

| 1856 | 1861 | 1866 | 1872 | 1876 | 1881 | 1886 | 1891 | 1896 |
| ---- | ---- | ---- | ---- | ---- | ---- | ---- | ---- | ---- |
| 278  | 258  | 251  | 255  | 210  | 201  | 193  | 195  | 167  |

| 1901 | 1906 | 1911 | 1921 | 1926 | 1931 | 1936 | 1946 | 1954 |
| ---- | ---- | ---- | ---- | ---- | ---- | ---- | ---- | ---- |
| 159  | 139  | 129  | 121  | 108  | 126  | 90   | 83   | 78   |

| 1962 | 1968 | 1975 | 1982 | 1990 | 1999 | 2004 | 2006 | 2009 |
| ---- | ---- | ---- | ---- | ---- | ---- | ---- | ---- | ---- |
| 64   | 56   | 39   | 64   | 64   | 64   | 73   | 72   | 102  |

| 2014 | 2019 | 2022 | - | - | - | - | - | - |
| ---- | ---- | ---- | - | - | - | - | - | - |
| 100  | 84   | 81   | - | - | - | - | - | - |

## Économie

### Emploi
| Division       | 2008   | 2013   | 2018   |
| -------------- | ------ | ------ | ------ |
| Commune        | 20,8 % | 17,9 % | 14 %   |
| Département    | 10,2 % | 12,8 % | 12,6 % |
| France entière | 8,3 %  | 10 %   | 10 %   |

En 2018, la population âgée de 15 à 64 ans s'élève à 54 personnes, parmi lesquelles on compte 66 % d'actifs (52 % ayant un emploi et 14 % de chômeurs) et 34 % d'inactifs,. Depuis 2008, le taux de chômage communal (au sens du recensement) des 15-64 ans est supérieur à celui de la France et du département.
La commune est hors attraction des villes,. Elle compte 20 emplois en 2018, contre 22 en 2013 et 14 en 2008. Le nombre d'actifs ayant un emploi résidant dans la commune est de 29, soit un indicateur de concentration d'emploi de 69,6 % et un taux d'activité parmi les 15 ans ou plus de 45,9 %.
Sur ces 29 actifs de 15 ans ou plus ayant un emploi, 16 travaillent dans la commune, soit 56 % des habitants. Pour se rendre au travail, 51,9 % des habitants utilisent un véhicule personnel ou de fonction à quatre roues, 22,2 % s'y rendent en deux-roues, à vélo ou à pied et 25,9 % n'ont pas besoin de transport (travail au domicile).

### Activités hors agriculture
18 établissements sont implantés  à Cubières-sur-Cinoble au 31 décembre 2019. Le secteur du commerce de gros et de détail, des transports, de l'hébergement et de la restauration est prépondérant sur la commune puisqu'il représente 55,6 % du nombre total d'établissements de la commune (10 sur les 18 entreprises implantées  à Cubières-sur-Cinoble), contre 32,3 % au niveau départemental.

### Agriculture
|                                   | 1988 | 2000 | 2010 |
| --------------------------------- | ---- | ---- | ---- |
| Exploitations                     | 13   | 6    | 6    |
| Superficie agricole utilisée (ha) | 148  | 486  | 201  |

La commune fait partie de la petite région agricole dénommée « Pays de Sault ». En 2010, l'orientation technico-économique de l'agriculture  sur la commune est la polyculture et le polyélevage. Six exploitations agricoles ayant leur siège dans la commune sont dénombrées lors du recensement agricole de 2010 (douze en 1988). La superficie agricole utilisée est de 201 ha.

## Culture locale et patrimoine

### Lieux et monuments
- Gorges de Galamus.
- Gorges du Verdouble.
- Église Sainte-Marie-et-Saint-Pierre de Cubières-sur-Cinoble. Cette église est un fragment d'une ancienne église abbatiale. Au début du IXe siècle a été fondée une abbaye sous le vocable Saint-Pierre-et-Notre-Dame à la sortie des gorges de Galamus. L'abbaye est citée dans des diplômes datés de 817[39], 844, 898 et 922. En 1020, dans son testament, Bernard Taillefer donne l'abbaye de Cubières, le comté de Besalú et la vicomté de Fenouillèdes à son fils Guilhem (1020-1052). Puis elle passe sous la dépendance des seigneurs du Peyrepertusès. En 1073, elle devient la propriété de l'abbaye de Moissac. En 1200, le monastère n'est plus qu'un prieuré dépendant de l'abbé de Moissac.
Il ne reste rien des bâtiments monastiques et seulement le tiers de l'église abbatiale d'origine. Les « Collectariae » des archives vaticanes mentionnent l'église comme paroissiale en 1351. Ce qui subsiste de l'église montre qu'elle a été construite au XIe siècle. Il reste le collatéral sud presque en entier avec son absidiole, la travée médiane de la nef centrale. Des murs biais raccordent les piliers subsistant de la travée de la nef centrale aux extrémités du collatéral. Une abside semi-circulaire a été construite au nord de la travée de la nef centrale ce qui a créé une nouvelle nef centrale perpendiculaire à l'ancienne. Une tradition locale attribue la destruction de l'ancienne abbatiale à un incendie provoqué par des bandes armées[40],[41],[42].

### Personnalités liées à la commune
- Guilhem Bélibaste (vers 1280 - 24 août 1321), dernier « bon homme » ou « parfait » cathare connu en Languedoc, y est né. Il fut brûlé vif à Villerouge-Termenès, sur ordre de Mgr Bernard de Farges.

### Héraldique
| Blason de Cubières-sur-Cinoble | Blason  | Parti : au 1er coupé au I d'or à la croisette pattée de gueules, au II d'argent au pot à deux anses de sable, au 2e d'argent à trois fasces de gueules.                             |
| Blason de Cubières-sur-Cinoble | Détails | Blason de Bernard de Farges, archevêque de Narbonne et seigneur de Cubières, les parties "d'or" et "d'argent" ayant été inversées. Le statut officiel du blason reste à déterminer. |